# Mullaitivu (district)
Mullaitivu (Singalees: Mulativ; Tamil: Mullaittīvu) is een district in de Noordelijke Provincie van Sri Lanka. Mullaitivu heeft een oppervlakte van 2617 km² en telde in 2007 220.311 inwoners. De hoofdstad is de stad Mullaitivu.
Centrale Provincie (Kandy · Matale · Nuwara Eliya) · Oostelijke Provincie (Ampara · Batticaloa · Trincomalee) · Noordelijke Centrale Provincie (Anuradhapura · Polonnaruwa) · Noordelijke Provincie (Jaffna · Kilinochchi · Mannar · Mullaitivu · Vavuniya) · Noordwestelijke Provincie (Kurunegala · Puttalam) · Sabaragamuwa (Kegalle · Ratnapura) · Uva (Badulla · Moneragala) · Westelijke Provincie (Colombo · Gampaha · Kalutara) · Zuidelijke Provincie (Galle · Hambantota · Matara)